# Hato-Udo (Verwaltungsamt)
| \| \| |
|       |

|  |

Hato-Udo ist ein osttimoresisches Verwaltungsamt (portugiesisch Posto Administrativo) in der Gemeinde Ainaro. Verwaltungssitz ist Hato-Udo im Suco Leolima.

## Geographie
Das Verwaltungsamt Hato-Udo bildet den südlichsten Teil der Gemeinde Ainaro. Bis 2014 wurden die Verwaltungsämter noch als Subdistrikte bezeichnet. Während im Osten die Gemeinde Manufahi angrenzt, liegen im Westen der Verwaltungsamt Ainaro und die Gemeinde Cova Lima, an einer schmalen Stelle trifft Hato-Udo im Norden auf den Verwaltungsamt Hatu-Builico. Im Süden liegt die Timorsee. Markanter Punkt der Küste ist der Ponta Lalétec. Entlang der Westgrenze Hatu-Builicos fließt der Belulik, zur Gemeinde Manufahi im Osten wird die Grenze durch die Flüsse Aiasa und Caraulun gebildet. An der Grenze zu Cova Lima speist der Belulik mehrere Seen, darunter die Lagoa Oebaba. Im Zentrum des Sucos Leolima liegt nah dem Ort Hato-Udo der See Lagoa Lebomulua.
Hato-Udo teilt sich in zwei Sucos: Foho-Ai-Lico (Beicala, Beikala) im Osten und Leolima (Leo-Lima) im Westen.
Vor der Gebietsreform 2015 hatte Hato-Udo eine Fläche von 243,01 km². Nun sind es 246,99 km², wobei es keine größeren Verschiebungen weder bei den Außengrenzen, noch bei den Grenzen der Sucos von Hato-Udi gab.

Klimadaten
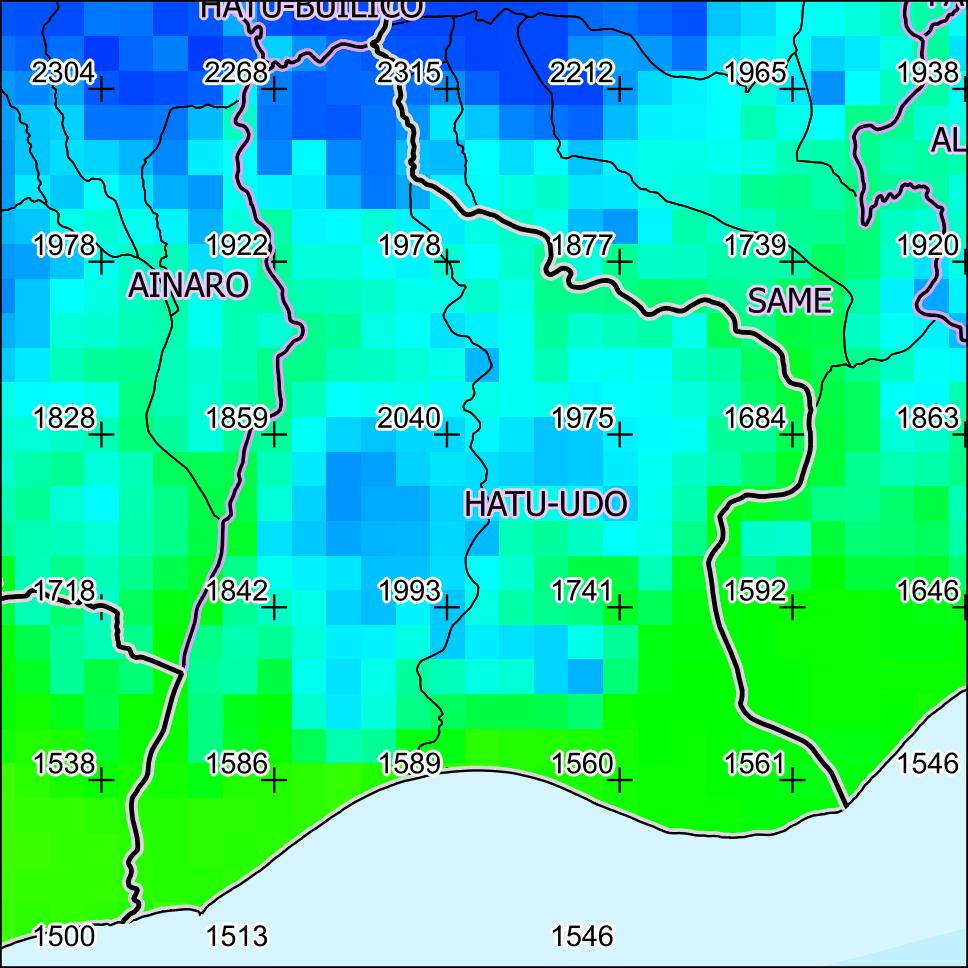
Jährliche Niederschlagsmenge (2000)
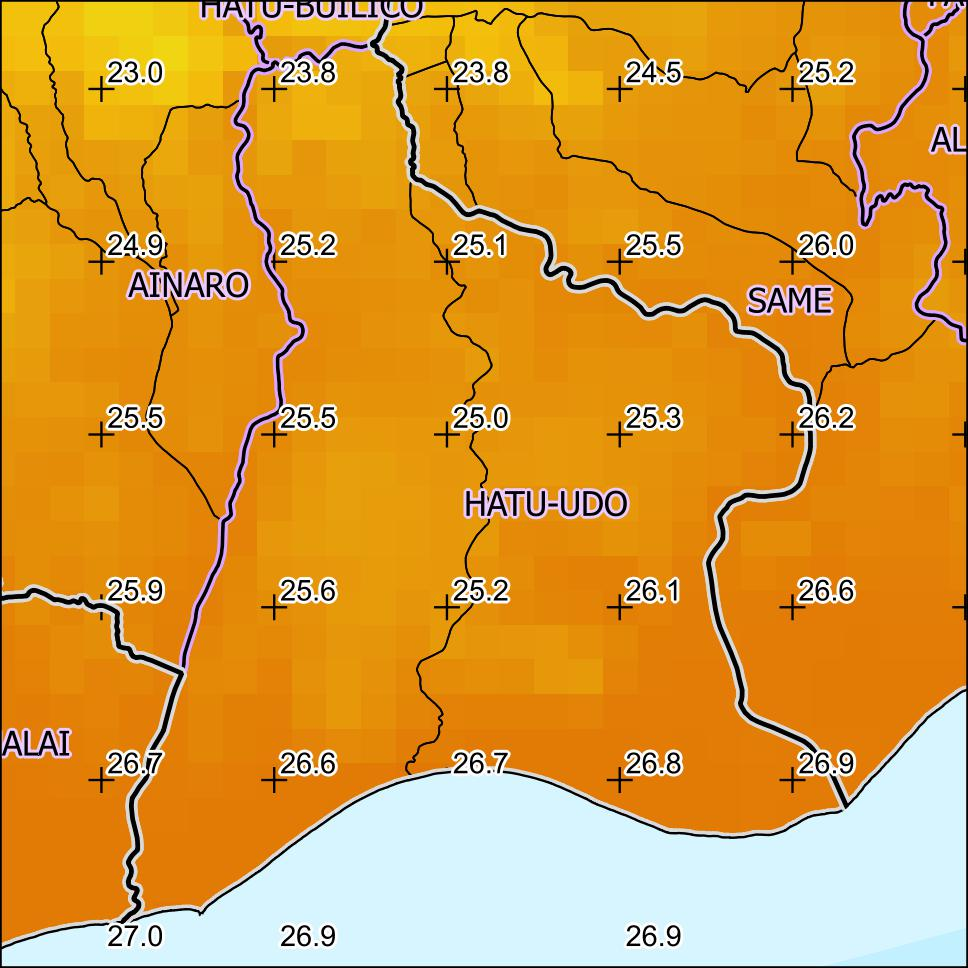
Jahresdurchschnitts-temperatur (2000)

## Einwohner

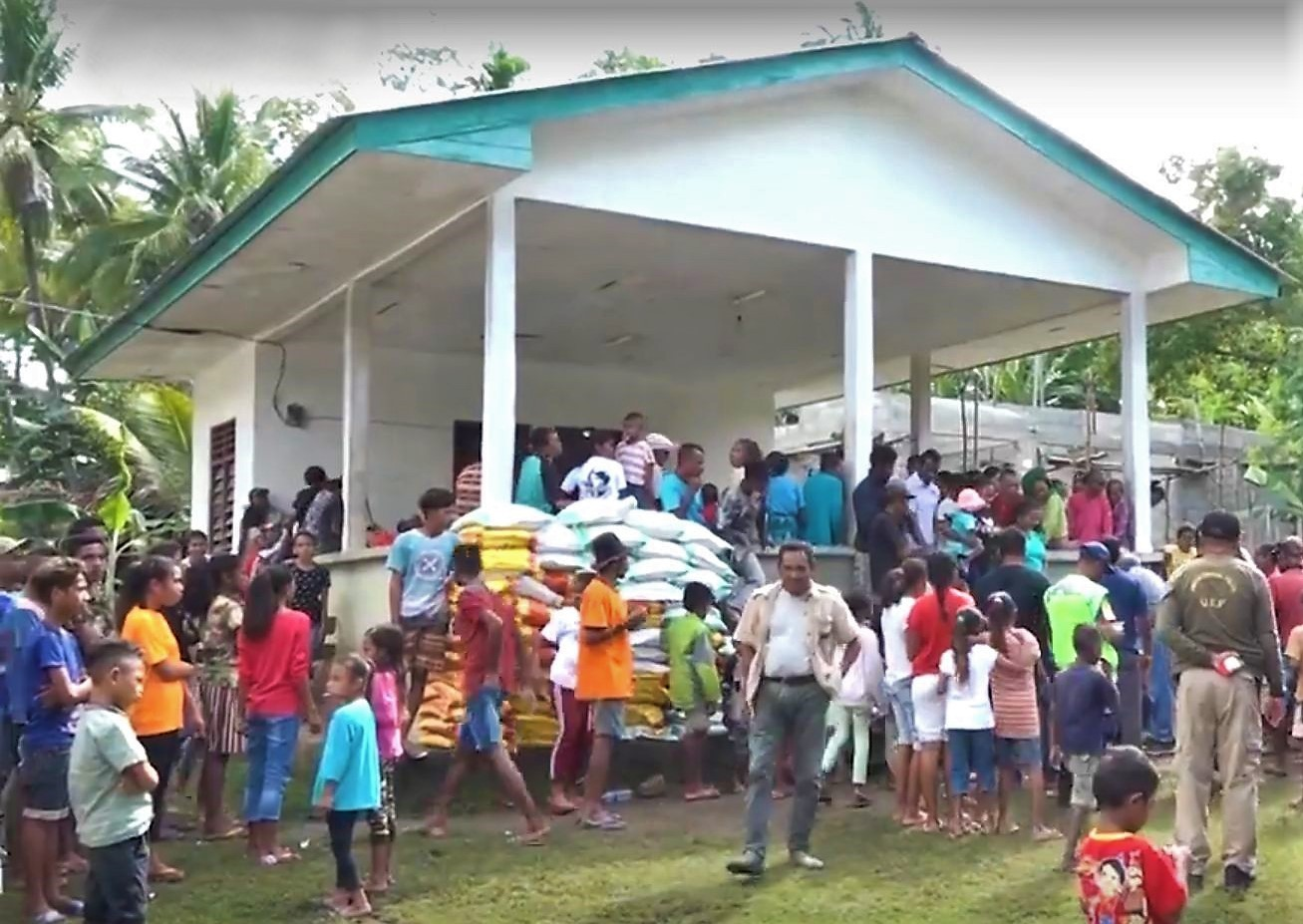
In Foho-Ai-Lico

Im Verwaltungsamt leben 11.618 Einwohner (2022), davon sind 5.956 Männer und 5.662 Frauen. I Hato-Udo gibt es 2.195 Haushalte. Die größte Sprachgruppe im Verwaltungsamt bilden die Sprecher der Nationalsprache Mambai. Im Suco Foho-Ai-Lico sprechen viele Einwohner als Muttersprache Bunak. Auch Kemak wird im Verwaltungsamt gesprochen. Neben der katholischen Mehrheit, gibt es noch Muslime und in Foho-Ai-Lico Protestanten. Der Altersdurchschnitt beträgt 18,6 Jahre (2010, 2004: 17,7 Jahre).

## Geschichte

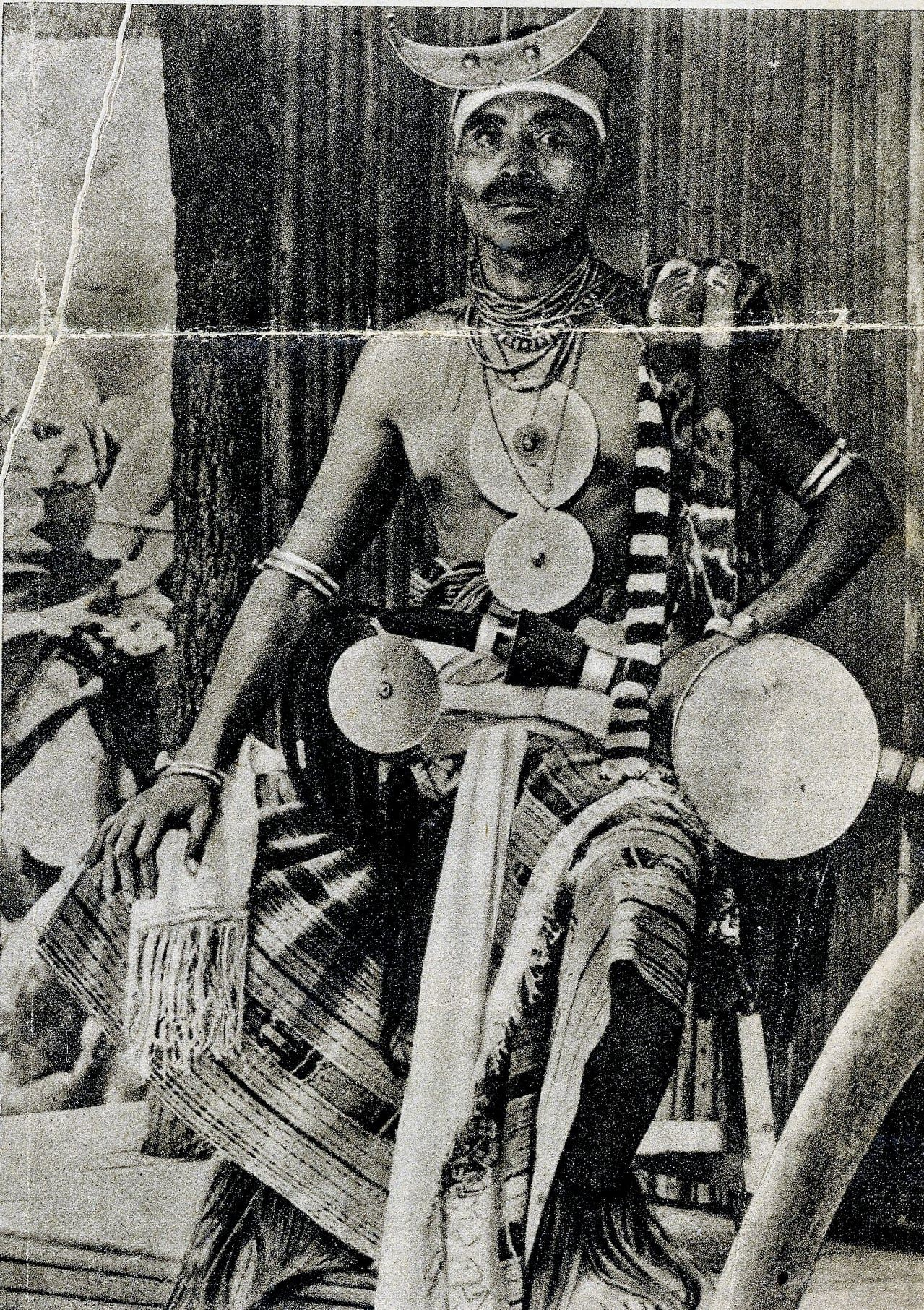
Nai-Chico

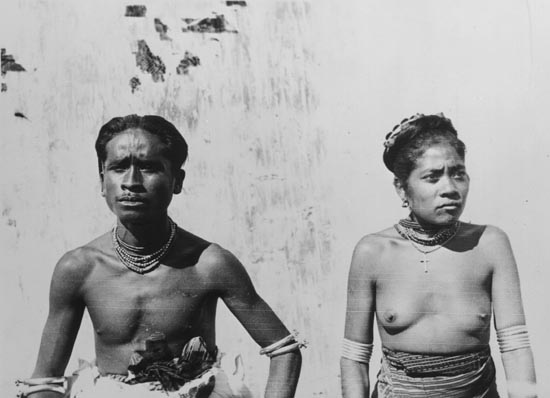
„Ein Bunak-Ehepaar aus Hato-Udo (Suro)“, Álbum Fontoura, vor 1940
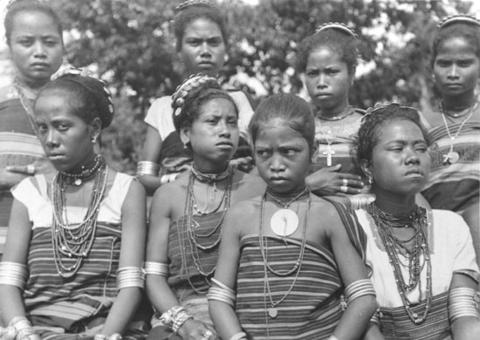
Frauen aus Hato-Udo, vor 1940 (Álbum Fontoura)
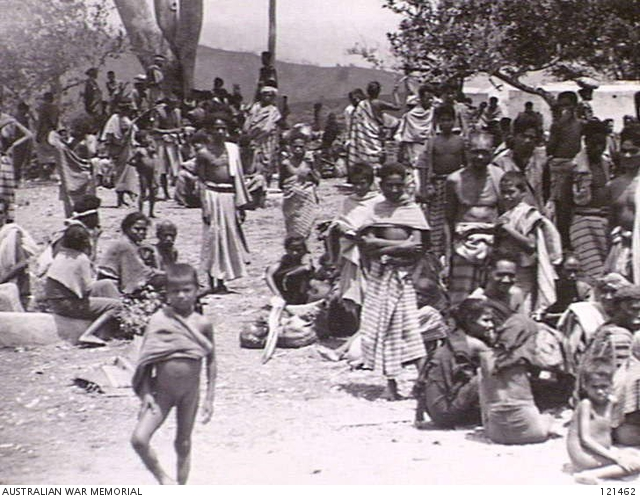
Markt in Hato-Udo (1945)

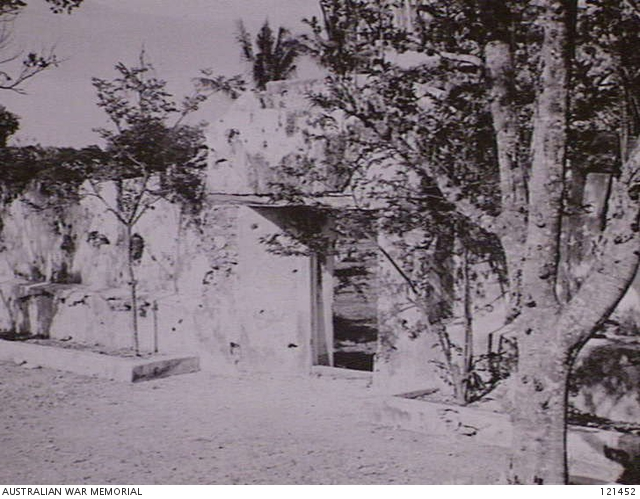
Das Westtor des Militärpostens (1946)

Die Bunak wanderten in der portugiesischen Kolonialzeit nach Streitigkeiten mit anderen Bunakgruppen aus dem westlichen Ainaro hier ein.
Nach dem Tod seines letzten Bruders, nahm Aleixo Corte-Real, Liurai von Ainaro, Nai-Chico, Chef von Hato-Udo, als seinen Bruder an.
Während der Schlacht um Timor (seit 1942) wurde Hatu-Udo zunächst von den Australiern als Stützpunkt der 2/2nd Independent Company benutzt. Im August 1942 bombardierten die Japaner den Ort. Im November 1942 bombardierte die Royal Australian Air Force Hatu-Udo erneut.
Dom Aleixo kämpfte im Krieg auf Seiten der Alliierten. Er und Nai-Chico wurden am 5. Mai 1943 im Ort Hato-Udo von den Japanern gefangen genommen und umgebracht. Etwa 300 Timoresen sollen durch die Japaner und ihre Helfer getötet worden sein. An Nai-Chico erinnert  ein Mahnmal an der Kreuzung in Hato-Udo.
Während der indonesischen Besatzungszeit wurde der damalige Subdistrikt Hato-Udo 1978 vom Distrikt Manufahi abgetrennt und dem Distrikt Ainaro angeschlossen, wofür der Subdistrikt Turiscai von Ainaro zu Manufahi wechselte.

## Politik

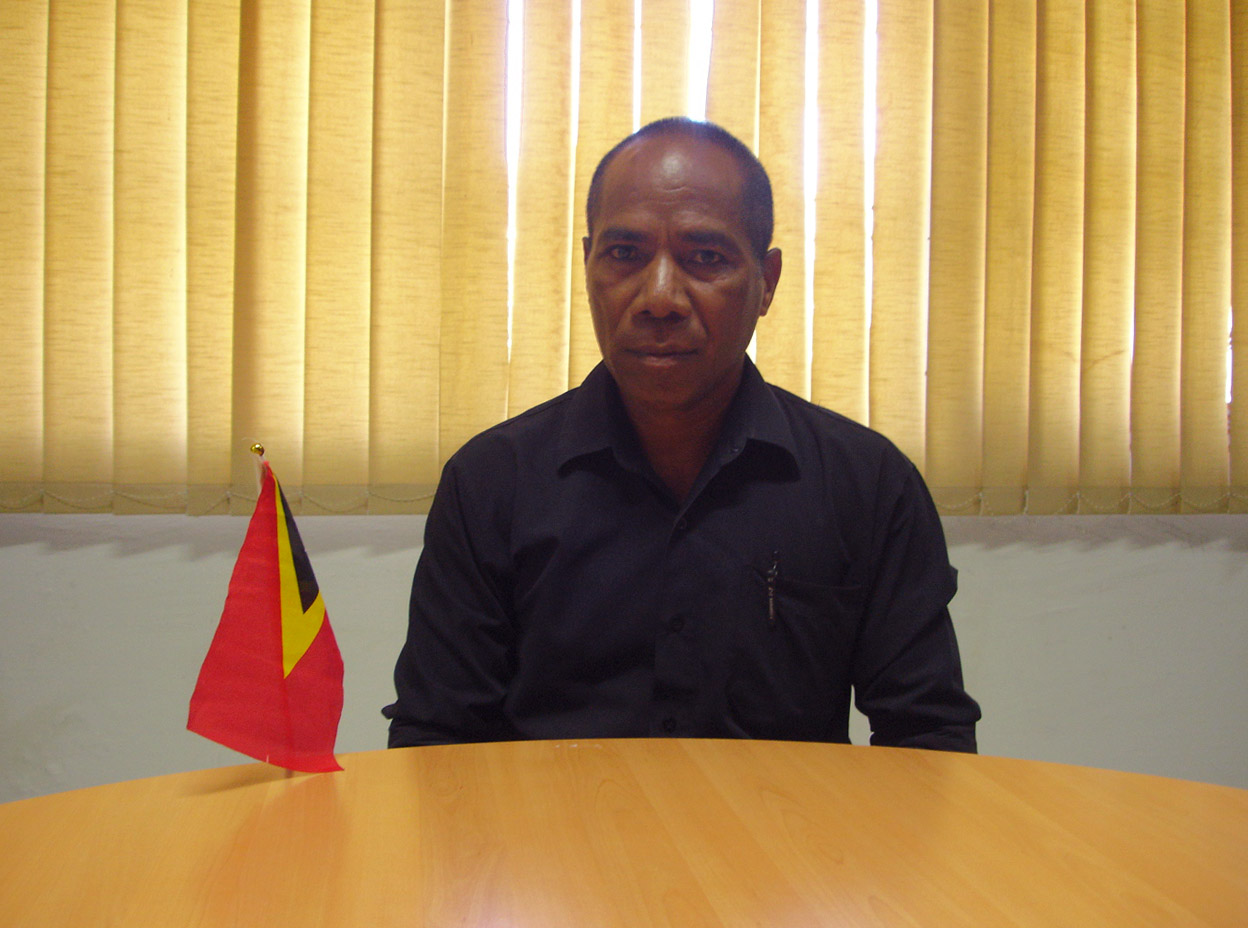
Administrator Joaninho da Costa Araújo (2013)

Der Administrator des Verwaltungsamts wird von der Zentralregierung in Dili ernannt. Von 1969 bis 1971 war Abílio Araújo Administrator von Hato-Udo. 2015 war dies Joaninho da Costa Araújo und 2016 Rogerio da Costa. Am 9. Januar 2024 wurde Cegres J. P. J. C. Tilman zum Administrator ernannt.

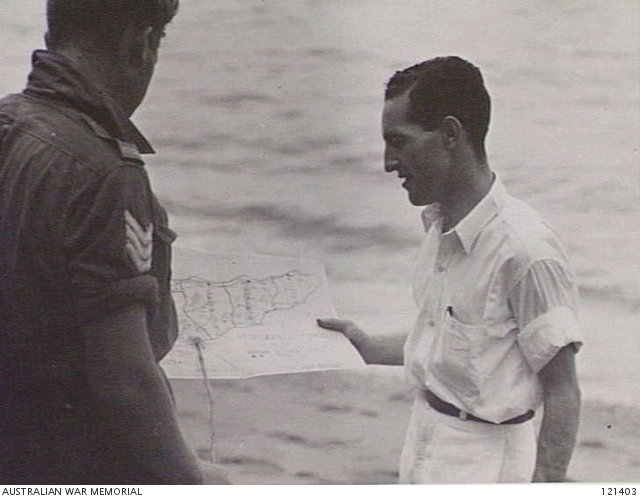
José Eduardo de Abreu de Silva Marques in Betano (1945)

Während der Schlacht um Timor (1942–1945) war José Eduardo de Abreu da Silva Marques der Administrator von Hato-Udo. Er soll der Neffe des Generalgouverneurs von Goa José Ricardo Pereira Cabral gewesen sein und sprach vier Sprachen, inklusive Englisch. Marques unterstützte die Australier im Kampf gegen die Japaner. Später wurde er mit der HMAS Castlemaine nach Australien evakuiert. Am 8. Dezember 1945 kehrte Marques an Bord der Angola nach Dili zurück.

## Wirtschaft
61 % der Haushalte bauen Mais an, 59 % Maniok, 58 % Kokosnüsse, 43 % Gemüse, 17 % Reis und 22 % Kaffee.

## Persönlichkeiten
- Nazario Corte-Real, pro-indonesischer Milizenführer